# Only Theatre of Pain
Only Theatre of Pain — дебютный студийный альбом американской дэт-рок группы Christian Death, первоначально изданный на лейбле Frontier Records в 1982 году. Этот альбом считается эталоном жанра дэт-рок.

## Об альбоме
Участие Christian Death в сборнике Hell Comes to Your House помогло им получить контракт с Frontier Records, на котором в марте 1982 года вышел их дебютный альбом Only Theatre of Pain. Все расходы за студию взял на себя басист Джеймс Макгирти. Рон Эти и Ева Ортис участвовали в записи бэк-вокала, над дизайном обложки альбома работал вокалист Розз Уильямс. Большая часть музыки была совместно написана Роззом и гитаристом Риком Эгню. Альбом критиковали в прессе, но он был замечен слушателями. Комментатор религиозной телевизионной программы о сатанинских воздействиях сломал копию альбома в эфире.
Позже альбом был переиздан и в него были включены треки из мини-альбома Deathwish.
Альбом переиздавался огромное количество раз, причём сменилось несколько расцветок оригинальной обложки, нарисованной Уильямсом. Французское издание лейбла L'Invitation Au Suicide, а также его переиздание на лейбле Seventeen Records в 2008 году имеют кардинально отличную от оригинала обложку.

## Список композиций
1. Cavity - First Communion» (Розз Уильямс, Рик Эгню) – 4:06
2. «Figurative Theatre»(Уильямс) – 2:41
3. «Burnt Offerings» (Уильямс, Эгню) – 3:43
4. «Mysterium Iniquitatis» (Уильямс, Эгню) – 2:46
5. «Dream for Mother» (Уильямс, Эгню, Джеймс Макгирти) – 3:21
6. «Stairs — Uncertain Journey» (Уильямс, Макгирти) – 3:06
7. «Spiritual Cramp» (Уильямс) – 2:55
8. «Romeo's Distress» (Уильямс, Эгню) – 3:15
9. «Resurrection — Sixth Communion» (Уильямс, Эгню) – 3:45
10. «Prayer» (Уильямс, Эгню) – 2:41

### Бонус-треки на CD версии
1. «Deathwish» (Christian Death) – 2:11
2. «Romeo's Distress» (demo) (Уильямс, Эгню) – 3:20
3. «Dogs» (Christian Death) – 2:52
4. «Desperate Hell» (Уильямс, Макгирти) – 4:22
5. «Spiritual Cramp» (demo) (Уильямс) – 3:18
6. «Cavity» (demo) (Уильямс, Эгню) – 3:45

## Участники записи
- Уильямс — вокал
- Джеймс Макгирти — бас-гитара
- Рик Эгню — гитара, клавишные
- Джордж Беленджер — ударные
- Eva O — бэк-вокал
- Рон Эти — бэк-вокал, звуковые эффекты на «Prayer»